# Sébastien Roch (attore)
Sébastien Roch (Tolosa, 3 dicembre 1972) è un attore e cantante francese.
Particolarmente noto al pubblico per l'interpretazione del ruolo di Christian nella sitcom Hélène e i suoi amici. Sébastien Roch è fidanzato con Florence Mézard ed ha due figli: il primo, Roberto, nato nel 2001 da una precedente unione, e la seconda, Liv, nata nell'estate del 2014 dalla sua unione con Florence.

## Biografia
Sébastien Roch debutta nel 1991 in un episodio di Cas de divorce
Nel 1992, arriva alla notorietà grazie alla sitcom Hélène e i suoi amici, dove recita il ruolo di Christian (CriCri adorato), batterista e fidanzato di Johanna. Personaggio capace di attirare meno consensi degli altri, è dipinto come un cattivo ragazzo, ribelle, arrabbiato e, in alcuni episodi, perfino tossicodipendente. 
Dopo l'esplosione di popolarità, Sébastien intraprende la carriera di cantante. Nel 1992 pubblica il suo primo album, Silences, dal quale viene estratto il famoso singolo Au bar de Jess, brano che si rivela un successo, entrando nella Top 50 e restandoci per 16 settimane, arrivando, nel 1993, a toccare la diciassettesima posizione. Il successivo singolo, invece, Pousse petit vent, il cui video è stato girato negli Stati Uniti, si rivela un autentico flop. Tuttavia, il 10 dicembre 1993, presenta il suo album sul palco de La Cigale a Parigi e anche in tour. Nel 1994, dall'album viene estratto il terzo singolo, Petite ingénue.
Abbandonata la serie che lo ha portato al successo, Sébastien vede scemare la propria popolarità. Tuttavia, si rifiuta di girare Gli amici del cuore, seguito di Hélène e i suoi amici, e ricomparirà solo nella stagione finale de Les vacances de l'amour (nel 2004). 
Nel 1995, appare in TV in un telefilm interattivo dal titolo prodotto per France 2, Fils de flic. 
Il 2000 è l'anno del suo primo lungometraggio, In extremis, per il quale riceverà una nomination ai Césars nella categoria giovane speranza. 
Tra il 2003 ed il 2004, è interprete di numerosi cortometraggi e si esibisce regolarmente in teatro, specialmente presso il teatro D'Edgar di Parigi, nell'opera Le café des roses, scritta da Carine Lacroix e diretta da Marc Goldberg. 
Torna in tv nel 2004, ritrovando il personaggio che lo ha reso famoso, Christian, negli ultimi episodi de Les vacances de l'amour, dove, però, non viene nemmeno accreditato tra i protagonisti. 
Nel 2006, prende parte alla soap opera Saint Tropez, dove interpreta il ruolo di Tony, uno zingaro che vive un'avventura amorosa con Caroline Drancourt (Adeline Blondieau).
Nel 2007, dove aver preso parte al cortometraggio King Size, torna alla canzone e pubblica, il 18 ottobre 2007, il suo nuovo album, Puce de luxe, dal quale viene estratto un primo singolo, Mes sandales, che non riscuote il successo sperato. L'uscita di questo nuovo album, però, gli ha permesso di tornare ad esibirsi a Parigi prima ed in tutta la Francia poi e, quindi, di esibirsi, successivamente, al Festival di Avignone ed in Russia, in tournée, dove era ancora apprezzato per l'interpretazione di Christian in Hélène e i suoi amici. 
Nel 2007 e nel 2008 è impegnato tra il set di Baie des flamboyants, serie TV girata in Guadalupa per la JLA Production, organizza, in collaborazione con Laly Meignan, alcun spettacoli mattutini per il canale IDF1 e recita in un episodio della serie SOS 18 per il canale France 3. 
Dal maggio 2010 ritrova il suo personaggio storico, Christian, nel terzo seguito ufficiale di Hélène e i suoi amici, Les Mystères de l'amour, in onda, dal 2011 e tuttora, sul canale TMC e IDF1. 
Il 18 dicembre 2010 partecipa al concerto Dorothée a Bercy, esibendosi nel suo primo successo, Au bar de Jess, e in un medley delle sue canzoni più recenti, estratte dall'album Puce de luxe.
Nel 2011 crea un concorso di produttori di musica elettronica, il BPM Contest. Allo stesso tempo, duetta con Coralie Caulier, sua partner nelle prime due stagioni de Les Mystères de l'amour, nel romantico singolo Angèle.
Il 29 maggio 2012 si esibisce presso il locale Divan du Monde di Parigi, dove canta due canzoni inedite durante la prima parte del concerto di Hélène Rolles.

## Discografia
Silences (1992)
1. Pousse petit vent 
	
2. Tu m'as emporté 
	
3. Petite ingénue
		
4. La Chance
		
5. Au bar de Jess (versione acustica)	
	
6. Justin' 
	
7. La Couleur pire
	
8. Entre chienne et louve
	
9. Eternisez-moi 
		
10. J't'aime toujours
Puce de luxe (2007
1. Puce de luxe 

2. Léon 
	
3. Les amants tourmentés
		
4. Il était une fois
		
5. Présidio 
	
6. Mes sandales
	
7. Le petit gros 
	
8. Adolescentes 
	
9. Les demoiselles du bon dieu
		
10. Angélique
		
11. Arrête de fuir

12. On vit seul

## Filmografia

### Attore

#### Cinema
- Les Paroles invisibles, regia di Étienne Faure - cortometraggio (1992)
- La Fin de la nuit, regia di Étienne Faure - cortometraggio (1997)
- In extremis, regia di Étienne Faure (2000)
- Le Principe du canapé, regia di Mike Guermyet e Samuel Hercule - cortometraggio (2003)
- Prisonnier, regia di Étienne Faure - cortometraggio (2004)
- Ze film, regia di Guy Jacques (2005)
- Rue des Vertus, regia di Aurélien Wiik - cortometraggio (2005)
- King Size, regia di Patrick Maurin (2007)

#### Televisione
- Cas de divorce – serie TV, episodio 1x81 (1991)
- Famille fou rire, regia di Jacques Samyn e Gérard Espinasse – film TV (1993)
- Fils de flic, regia di Igaal Niddam – film TV (1994)
- Hélène e i suoi amici (Hélène et les garçons) – serial TV, 173 episodi (1992-1994)
- L'Agence coup de cœur – serie TV, episodio 1x01 (2003)
- Saint Tropez (Sous le soleil) – serial TV, 3 episodi (2006)
- Les vacances de l'amour – serial TV, 12 episodi (2006-2007)
- Baie des flamboyants – serie TV, episodi 1x25-1x26 (2007)
- Disparitions, retour aux sources – serie TV, 4 episodi (2008)
- Comprendre & pardonner – serie TV, episodio 1x21 (2009)
- S.O.S. 18 – serie TV, episodio 6x01 (2010)
- Profiling (Profilage) – serie TV, episodio 3x04 (2012)
- Les Mystères de l'amour – serie TV, 720 episodi (2011-2023)

### Sceneggiatore
- Lucie, regia di Guillaume Nicloux - cortometraggio (2000)